# ابن عمید (پسر)
ابوالفتح علی بن محمد بن حسین (زاده:۳۳۷، قم - درگذشت:۳۷۷) که همچون پدرش به ابن عمید یا ذوالکفایتین معروف بود، از وزیران آل بویه در دوران رکن‌الدوله حسن و مؤیدالدوله بود. وی نیز همچون پدرش در زبان و ادبیات عربی تبحر فراوان داشت.

## وزارت
وی اولین بار از طرف رکن‌الدوله برای سرکوب شورش مردم قزوین اعزام و موفق بدین کار شد. همراه پدرش به جنگ با حسنویهٔ کُرد رفت که درگذشت پدرش روی داد و جانشین وی گشت و با دریافت مبالغی با آل حسنویه صلح کرد و پس از بازگشت به ری از سوی رکن‌الدوله به جای پدر به وزارت نصب شد.
تلاش‌های او و وزیر سامانیان ابوجعفر احمد بن حسین عتبی در ایجاد صلح میان دو دولت مؤثر بود.